# Char Li Chung
Char Li Chung (Den Haag, 1995) is een Nederlands-Italiaanse toneelregisseur. Sinds 2021 is hij lid van het artistieke team van Theater Oostpool. Met zijn werk zet hij zich actief in voor een bredere representatie aan verhalen van de Aziatische- en LHBTIQA+-gemeenschap.

## Biografie
Chung is afkomstig uit een Haagse horecafamilie. In 2017 studeerde hij af aan de regieopleiding van de Toneelacademie Maastricht. Na zijn afstuderen regisseerde hij onder andere producties voor Frascati Producties, Theater Oostpool, Theater Bellevue en Het Concertgebouw. Sinds 2021 is hij vast lid van het artistieke team van theatergezelschap Theater Oostpool.
In 2019 werd zijn voorstelling Don Caravaggio geselecteerd voor Het Theaterfestival, als een van de opmerkelijkste voorstellingen van dat jaar. De Volkskrant noemde hem onlangs hét theatertalent van het moment.
In 2022 nam Chung deel aan het programma De Slimste Mens.
In 2023 won hij de Winq Diversity Award voor zijn voorstelling De Bananengeneratie, naar het gelijknamige boek van Pete Wu. Deze award is voor een verhaal of cultureel initiatief dat een unieke kijk biedt op de kleurrijke en complexiteit van de regenbooggemeenschap.

## Werk
- Bij jou begin ik - Frascati Producties[12]
- Don Caravaggio - Frascati Producties[13][14][15]
- KIDS - Theater Oostpool[16]
- Wolven huilen niet alleen - Frascati Producties[17]
- Alles wat liefde is - Theater Oostpool[18]
- Liefdesziek - Theater Oostpool[19]
- Hollandsch Glorie - Theater Oostpool[20]
- De Profundis - Theater Oostpool[21]
- Edward II - The Gay King - Theater Oostpool[22][23][24]
- De Bananengeneratie - Theater Oostpool[25][26]
- Happy in Holland - Theater Bellevue[27][28]
- Paradiso - Theater Oostpool, Introdans, Phion[29]

## Nominaties & selecties
- BNG Bank Theaterprijs 2018 - Bij jou begin ik
- BNG Bank Theaterprijs 2019 - Don Caravaggio
- Piket Kunstprijs 2019
- Het Theaterfestival 2019 - Don Caravaggio